# Campionato mondiale di calcio 1970
Il Campionato mondiale di calcio FIFA 1970 o Coppa del Mondo Jules Rimet 1970 (in spagnolo: Copa del Mundo Jules Rimet 1970, in inglese: 1970 World Cup Jules Rimet), noto anche come Messico 1970, è stato la nona edizione della massima competizione per le rappresentative di calcio (squadre comunemente chiamate "nazionali") maschili maggiori delle federazioni sportive affiliate alla FIFA.
Si tenne in Messico dal 31 maggio al 21 giugno 1970 e fu l'ultima edizione del campionato del mondo a chiamarsi Coppa del mondo Jules Rimet; fu infatti vinta dal Brasile che, battendo in finale l'Italia campione d'Europa in carica, se la aggiudicò definitivamente, avendola vinta per tre volte. Dall'edizione successiva (1974) il campionato del mondo prese il nome di Coppa del mondo FIFA. Fu anche la prima edizione del campionato mondiale ad essere trasmessa dalla televisione a colori, grazie alla diffusione del satellite: cinquanta Stati poterono seguire l'evento.
Inoltre, per la prima volta, l'arbitro formalizzò le sanzioni disciplinari a carico dei giocatori tramite i cartellini: il giallo per l'ammonizione ed il rosso per l'espulsione (anche se in trentadue partite, in realtà, non venne comminata alcuna espulsione). L'Adidas Telstar, la classica palla con dodici pentagoni neri e venti esagoni bianchi presente già nell'Europeo 1968, divenne il primo pallone ufficiale dei Mondiali prendendo il posto del classico pallone di cuoio scuro, poiché il disegno e i colori ne facilitavano la visibilità nelle televisioni in bianco e nero. Fu infine il primo torneo mondiale in cui furono concesse due sostituzioni a partita: la prima squadra ad avvalersene fu l'Unione Sovietica nel match inaugurale.

## Assegnazione
Il Messico venne scelto come Paese ospitante in seguito ad una votazione tenutasi a Tokyo l'8 ottobre 1964; in lista c'era anche l'Argentina.

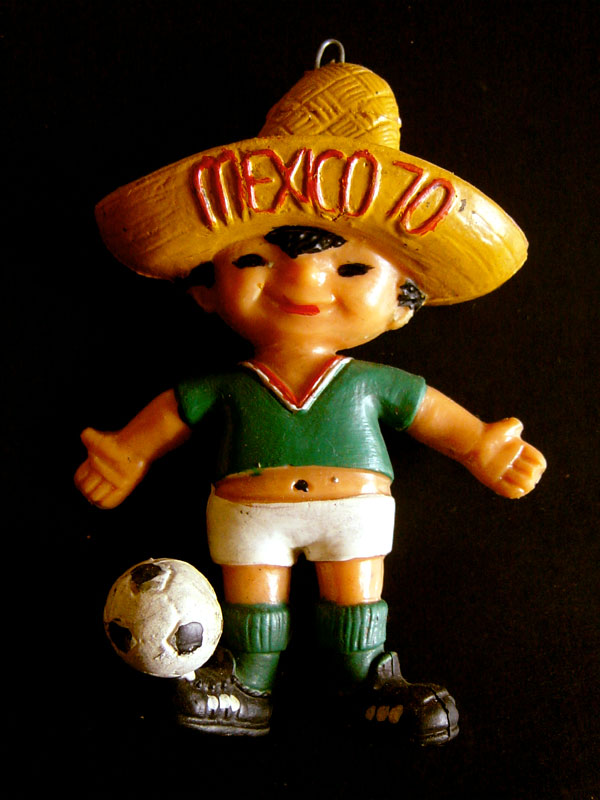
Juanito, la mascotte di México '70.

## Formula
Nel mondiale 1970 la fase a gironi si compose di quattro gruppi: 1, 2, 3 e 4. Le prime due classificate di ciascun girone accedevano alla fase seguente; in caso di parità in classifica, i criteri seguiti erano:
1. Differenza reti
2. Sorteggio

In questa edizione non era previsto che, a parità di differenza reti, prevalesse la squadra con maggior numero di reti segnate. Nel girone A, infatti, fu il sorteggio a decidere quale squadra era da considerare prima classificata.
L'albero della fase a eliminazione diretta era organizzato come segue:
- Quarti di finale
  - 1ª classificata girone 1 - 2ª classificata girone 2 (quarto A)
  - 2ª classificata girone 1 - 1ª classificata girone 2 (quarto B)
  - 1ª classificata girone 3 - 2ª classificata girone 4 (quarto C)
  - 2ª classificata girone 3 - 1ª classificata girone 4 (quarto D)
- Semifinali
  - Vincente quarto A - vincente quarto C
  - Vincente quarto B - vincente quarto D

Le squadre vincitrici delle semifinali si contendevano il titolo, mentre le perdenti disputavano la finale per il terzo e quarto posto.

## Stadi
L'organizzazione selezionò cinque stadi in cinque diverse città per ospitare le partite della Coppa del Mondo, considerando anche sedi alternative nello stato di Hidalgo e nella città portuale di Veracruz. Le partite di ogni gruppo furono concentrate in una sola città, ad eccezione delle partite del gruppo 2 (quello dell'Italia), con Puebla e Toluca. A parte lo stadio Luis Dosal, tutti gli altri stadi erano di recente costruzione, in quanto il Messico si preparava ad ospitare sia la Coppa del Mondo che i Giochi olimpici estivi del 1968. I quattro stadi più piccoli costano complessivamente 11 milioni di dollari statunitensi, lo Stadio Azteca 20 milioni di dollari statunitensi.
L'altitudine e l'importanza dell'acclimatamento furono fattori giustamente presi in considerazione dalle squadre partecipanti. Di conseguenza, a differenza del precedente torneo giocato in Inghilterra, la maggior parte delle squadre arrivò nella regione con largo anticipo, per prepararsi a dovere. Alcune compagini avevano già sperimentato le condizioni locali durante il torneo calcistico delle Olimpiadi estive del 1968. Ad un'altitudine superiore a 2.660 metri sul livello del mare, Toluca era la sede di gioco più alta; Guadalajara invece la più bassa a 1.500 m.
Dei cinque stadi utilizzati per le trentadue partite giocate, quello con maggiore capienza ed anche più utilizzato, fu lo stadio Azteca a Città del Messico. Sul suo terreno di gioco vennero ospitate dieci partite totali, compresa la finalissima e la finale per il terzo posto, e tutte le partite del Gruppo 1 (quelle della squadra di casa). Lo stadio Jalisco di Guadalajara ospitò otto partite, comprese tutte le partite del Gruppo 3 e una semifinale. L'Estadio Nou Camp di León ospitò sette partite, ossia tutte quelle del Gruppo 4 e una partita dei quarti di finale. L'Estadio Luis Dosal di Toluca ospitò quattro partite e l'Estadio Cuauhtémoc di Puebla tre partite, unico stadio dei cinque utilizzati per il torneo a non ospitare scontri ad eliminazione diretta.
| Città del Messico            | Città del Messico                                                                            | Città del Messico           |
| ---------------------------- | -------------------------------------------------------------------------------------------- | --------------------------- |
| Stadio Azteca                |                                                                                              |                             |
| 19°18′10″N 99°09′02″W        |                                                                                              |                             |
| Capienza: 107 247            |                                                                                              |                             |
|                              |                                                                                              |                             |
| Guadalajara                  | Guadalajara León Città del Messico Puebla TolucaCampionato mondiale di calcio 1970 (Messico) | Puebla                      |
| Stadio Jalisco               | Guadalajara León Città del Messico Puebla TolucaCampionato mondiale di calcio 1970 (Messico) | Estadio Cuauhtémoc          |
| 20°42′18″N 103°19′41.3″W     | Guadalajara León Città del Messico Puebla TolucaCampionato mondiale di calcio 1970 (Messico) | 19°04′41″N 98°09′52″W       |
| Capienza: 71 100             | Guadalajara León Città del Messico Puebla TolucaCampionato mondiale di calcio 1970 (Messico) | Capienza: 35 563            |
|                              | Guadalajara León Città del Messico Puebla TolucaCampionato mondiale di calcio 1970 (Messico) |                             |
| León                         | Guadalajara León Città del Messico Puebla TolucaCampionato mondiale di calcio 1970 (Messico) | Toluca                      |
| Estadio Nou Camp             | Guadalajara León Città del Messico Puebla TolucaCampionato mondiale di calcio 1970 (Messico) | Estadio Luis Dosal          |
| 21°06′55.96″N 101°39′27.88″W | Guadalajara León Città del Messico Puebla TolucaCampionato mondiale di calcio 1970 (Messico) | 19°17′14.23″N 99°40′00.46″W |
| Capienza: 23 609             | Guadalajara León Città del Messico Puebla TolucaCampionato mondiale di calcio 1970 (Messico) | Capienza: 26 900            |
|                              | Guadalajara León Città del Messico Puebla TolucaCampionato mondiale di calcio 1970 (Messico) |                             |

## Squadre partecipanti
| Pr. | Squadra          | Data di qualificazione certa | Confederazione | Partecipante in quanto                                         | Partecipazioni precedenti al torneo                |
| --- | ---------------- | ---------------------------- | -------------- | -------------------------------------------------------------- | -------------------------------------------------- |
| 1   | Messico          | 8 ottobre 1964               | CONCACAF       | Rappresentativa della nazione organizzatrice della fase finale | 6 (1930, 1950, 1954, 1958, 1962, 1966)             |
| 2   | Inghilterra      | 30 luglio 1966               | UEFA           | Paese detentore del titolo                                     | 5 (1950, 1954, 1958, 1962, 1966)                   |
| 3   | Belgio           | 30 aprile 1969               | UEFA           | Vincitrice del Gruppo 6 (UEFA)                                 | 4 (1930, 1934, 1938, 1954)                         |
| 4   | Uruguay          | 10 agosto 1969               | CONMEBOL       | Vincitrice del Gruppo 3 (CONMEBOL)                             | 5 (1930, 1950, 1954, 1962, 1966)                   |
| 5   | Brasile          | 31 agosto 1969               | CONMEBOL       | Vincitrice del Gruppo 2 (CONMEBOL)                             | 8 (1930, 1934, 1938, 1950, 1954, 1958, 1962, 1966) |
| 6   | Perù             | 31 agosto 1969               | CONMEBOL       | Vincitrice del Gruppo 1 (CONMEBOL)                             | 1 (1930)                                           |
| 7   | El Salvador      | 8 ottobre 1969               | CONCACAF       | Vincitrice della finale CONCACAF                               | −                                                  |
| 8   | Svezia           | 15 ottobre 1969              | UEFA           | Vincitrice del Gruppo 5 (UEFA)                                 | 4 (1934, 1938, 1950, 1958)                         |
| 9   | Germania Ovest   | 22 ottobre 1969              | UEFA           | Vincitrice del Gruppo 7 (UEFA)                                 | 6 (1934, 1938, 1954, 1958, 1962, 1966)             |
| 10  | Marocco          | 26 ottobre 1969              | CAF            | Vincitrice del Terzo Turno CAF                                 | −                                                  |
| 11  | Unione Sovietica | 4 novembre 1969              | UEFA           | Vincitrice del Gruppo 4 (UEFA)                                 | 3 (1958, 1962, 1966)                               |
| 12  | Romania          | 16 novembre 1969             | UEFA           | Vincitrice del Gruppo 1 (UEFA)                                 | 3 (1930, 1934, 1938)                               |
| 13  | Italia           | 22 novembre 1969             | UEFA           | Vincitrice del Gruppo 3 (UEFA)                                 | 6 (1934, 1938, 1950, 1954, 1962, 1966)             |
| 14  | Cecoslovacchia   | 3 dicembre 1969              | UEFA           | Vincitrice del Gruppo 2 (UEFA)                                 | 5 (1934, 1938, 1954, 1958, 1962)                   |
| 15  | Bulgaria         | 7 dicembre 1969              | UEFA           | Vincitrice del Gruppo 8 (UEFA)                                 | 2 (1962, 1966)                                     |
| 16  | Israele          | 14 dicembre 1969             | AFC            | Vincitrice della finale AFC e OFC                              | −                                                  |

Nota bene: nella sezione "partecipazioni precedenti al torneo", le date in grassetto indicano che la nazione ha vinto quella edizione del torneo, mentre le date in corsivo indicano la nazione ospitante.
Il nono campionato mondiale di calcio, giocato in Messico dal 31 maggio al 21 giugno 1970, presentava alcune novità: innanzitutto, erano presenti tutte le squadre che lo avevano vinto almeno una volta (ciò era già accaduto nell'edizione del 1950 giocata in Brasile e in quella del 1954 che si tenne in Svizzera, dove c'erano le uniche vincitrici di allora, Uruguay e Italia; in questo momento il loro numero era però salito a cinque). Anzi, tre di queste, Brasile, Italia e Uruguay, lo avevano già vinto per due volte. Ad esse si aggiungevano i campioni uscenti dell'Inghilterra, che avevano vinto quattro anni prima in casa di fronte alla Regina Elisabetta, battendo la Germania Ovest grazie ad un gol dubbio; c'erano, infine, gli stessi tedeschi occidentali, trionfatori nel 1954 in Svizzera. Comunque sia, in semifinale arrivavano proprio tutte le tre squadre bi-campioni del mondo, con un'alta probabilità quindi che la Coppa Rimet potesse trovare un padrone definitivo proprio qui: sarebbe stata infatti assegnata alla prima Nazionale vittoriosa per tre volte, anche non consecutive.
Altra novità fu l'introduzione dei cartellini colorati per segnalare le ammonizione e le espulsioni; tale strumento, voluto dall'arbitro della "Battaglia di Santiago", Ken Aston, non venne però mai utilizzato nel corso del torneo. Infine, ci fu l'introduzione delle sostituzioni dei "giocatori di movimento": fino all'edizione precedente era infatti possibile la sola sostituzione del portiere in caso d'infortunio.

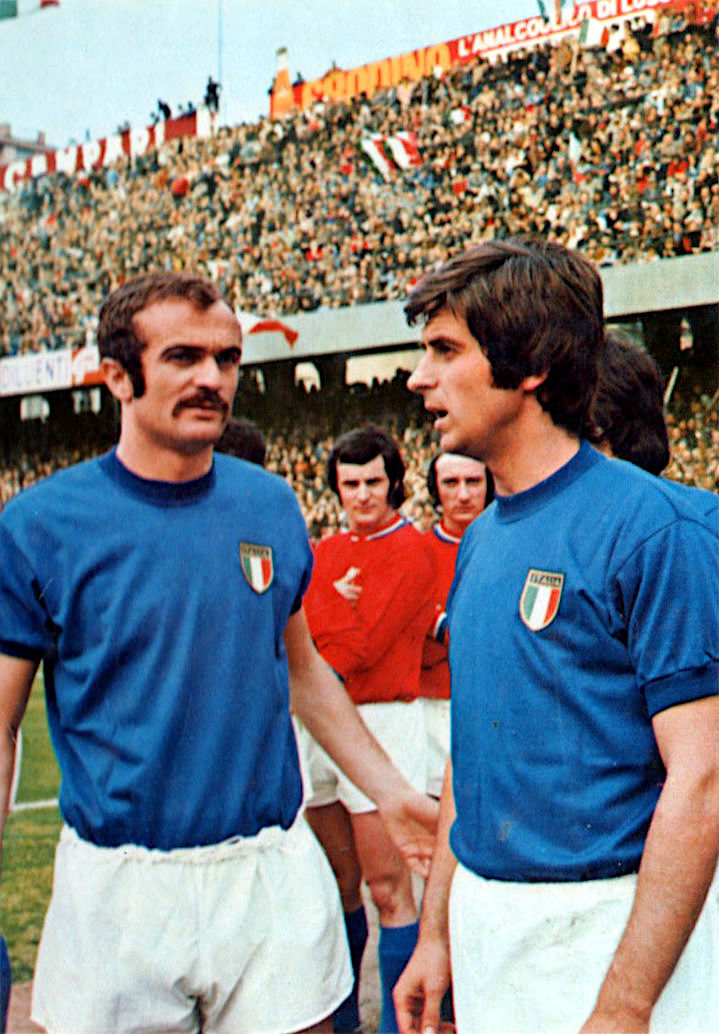
Gianni Rivera e Sandro Mazzola: i due diedero vita alla famosa "staffetta" voluta dal commissario tecnico Ferruccio Valcareggi

Come avrebbe ricordato Gigi Riva molti anni dopo, questa edizione del campionato del mondo non si distinse per particolari novità tattiche, ma solo come campo di confronto tra quattro scuole la cui tradizione si era cristallizzata nel tempo: quella sudamericana, di carattere più difensivista, rappresentata dall'Uruguay, quella brasiliana, fatta di ritmo, fantasia e tecnica, che vedeva in Pelé il suo miglior interprete, e, infine, quella europea; c'era la versione più atletica, impersonata dagli inglesi, campioni uscenti, e dai tedeschi, che ancora non avevano digerito la sconfitta del 1966 a Wembley, e c'era infine quella più tattica del gioco all'italiana, basata su una difesa attenta e su veloci contropiede. Outsider di lusso l'Unione Sovietica, che già si era ben comportata all'ultimo mondiale e che ben figurava da anni nelle manifestazioni continentali (aveva infatti già vinto il Campionato europeo del 1960; arrivò poi seconda dietro la Spagna nell'edizione 1964 e fu superata dall'Italia in semifinale all'Europeo 1968 solo per sorteggio). Pochi dubbi tuttavia sul fatto che a disputarsi il titolo sarebbero state, alla fine, le "solite note".
In particolare, l'Italia guardava a questa edizione del Mondiale con rinnovata speranza: sebbene mai nel dopoguerra la Nazionale avesse passato il primo turno di qualificazione, le squadre di club italiane avevano conseguito prestigiose vittorie nelle competizioni europee e in quelle intercontinentali. Da un lato quattro anni prima in Inghilterra la Nazionale azzurra era stata sorprendentemente eliminata al primo turno dei mondiali dalla Corea del Nord, dall'altro due anni dopo aveva raggiunto con merito il primato continentale. Nel 1958, però, gli Azzurri erano stati addirittura esclusi dal campionato in Svezia perché nella fase di qualificazione persero a Belfast la partita decisiva contro l'Irlanda del Nord.
A dar fiducia alle speranze azzurre, oltre al recente titolo europeo, vi era una generazione di giovani calciatori già assurti alle glorie in campo continentale e mondiale con i loro club: su tutti Gianni Rivera, campione d'Europa e del mondo con il Milan nell'ultimo anno, oltre che Pallone d'oro 1969, e Sandro Mazzola, due volte campione d'Europa con l'Inter ed altrettante volte vincitore della Coppa Intercontinentale. Proprio in Messico il commissario tecnico Ferruccio Valcareggi inventò la celebre "staffetta" tra i due giocatori: primo tempo per Mazzola, poi sarebbe entrato Rivera. Questo almeno a partire dalla terza partita, quella pareggiata con Israele, mentre non venne utilizzata nella finale della manifestazione, che vide il milanista in campo solo negli istanti finali (i famosi "sei minuti di Rivera"). C'era infine Gigi Riva, cannoniere principe del campionato italiano, che con i suoi gol aveva sospinto il Cagliari a vincere l'ultimo campionato appena concluso. Mancino naturale (tanto che il suo allenatore al Cagliari, Manlio Scopigno, sosteneva che il suo piede destro gli fosse utile solo per salire sul tram), per la sua potenza di tiro Gianni Brera coniò per lui il soprannome di Rombo di Tuono.

### Qualificazioni

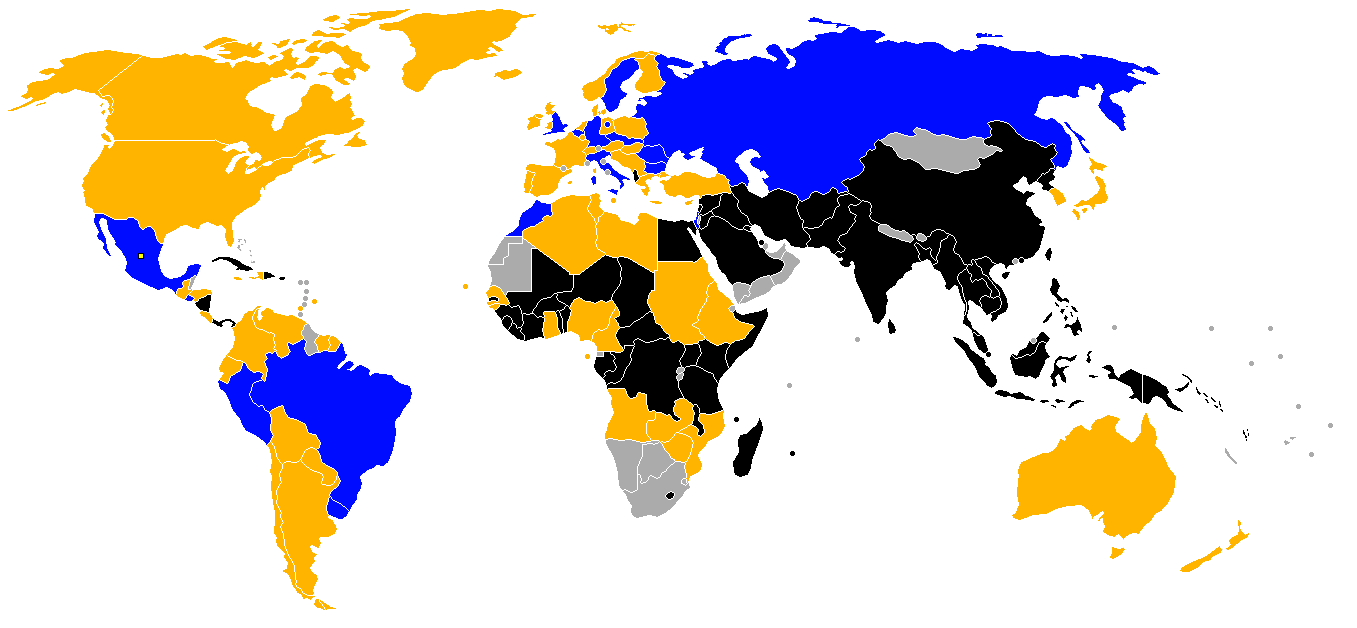
Le nazioni qualificate, in blu

Le qualificazioni al campionato mondiale di calcio di Messico 1970 videro l'iscrizione di settantatré squadre nazionali, mentre il torneo finale ne prevedeva la partecipazione di sole sedici. Essendo già qualificate di diritto il Messico, paese organizzatore, e l'Inghilterra, campione in carica, erano disponibili solo quattordici posti. Questi sarebbero stati come al solito assegnati alle selezioni nazionali vincitrici dei vari raggruppamenti di qualificazione.
Furono assegnati nove posti alla zona UEFA, uno di questi però già occupato dai campioni in carica. Tra le squadre presenti alla manifestazione figurò l'Italia, fresca campione d'Europa ma non la Jugoslavia, finalista perdente, qui arrivata seconda nel gruppo 6 alle spalle del Belgio, che tornava invece dopo sedici anni. Non mancarono neanche la Germania Ovest e l'Unione Sovietica, rispettivamente la seconda e la quarta classificata di quattro anni prima, ma lo stesso non si poté dire per il Portogallo di Eusébio, terzo in Inghilterra ma ora giunto addirittura ultimo nel gruppo 1, che fu vinto invece dalla Romania. Questa nazione ebbe nuovamente accesso alla fase finale dopo un'assenza che durava dall'edizione del 1938; tornarono dopo un'assenza più o meno lunga anche la Svezia, la cui ultima partecipazione risaliva invece al mondiale di casa, e la Cecoslovacchia, la cui ultima presenza era datata 1962 e avvenne dopo aver vinto lo spareggio con l'Ungheria; tornò invece la Bulgaria, alla terza partecipazione consecutiva.
Un'altra sorpresa arrivò dal CONMEBOL, dove il Perù, assente dal 1930, si qualificò a spese dell'Argentina, per il resto giunsero in Messico i campioni continentali dell'Uruguay ed il sempre presente Brasile. Prima partecipazione assoluta per le altre tre squadre: drammatica la qualificazione di El Salvador per il Nord e Centro America, che scatenò indirettamente una guerra dopo il confronto con l'Honduras, mentre in Asia e Oceania la rivelazione dell'edizione precedente, la Corea del Nord, si rifiutò di giocare con Israele, e alla fine fu proprio quest'ultima squadra a rappresentare i due continenti. Le squadre africane pretesero invece un girone solo per loro al posto di quello con anche Asia ed Oceania di quattro anni prima, che causò molti ritiri; dalle qualificazioni giunse quindi il Marocco.

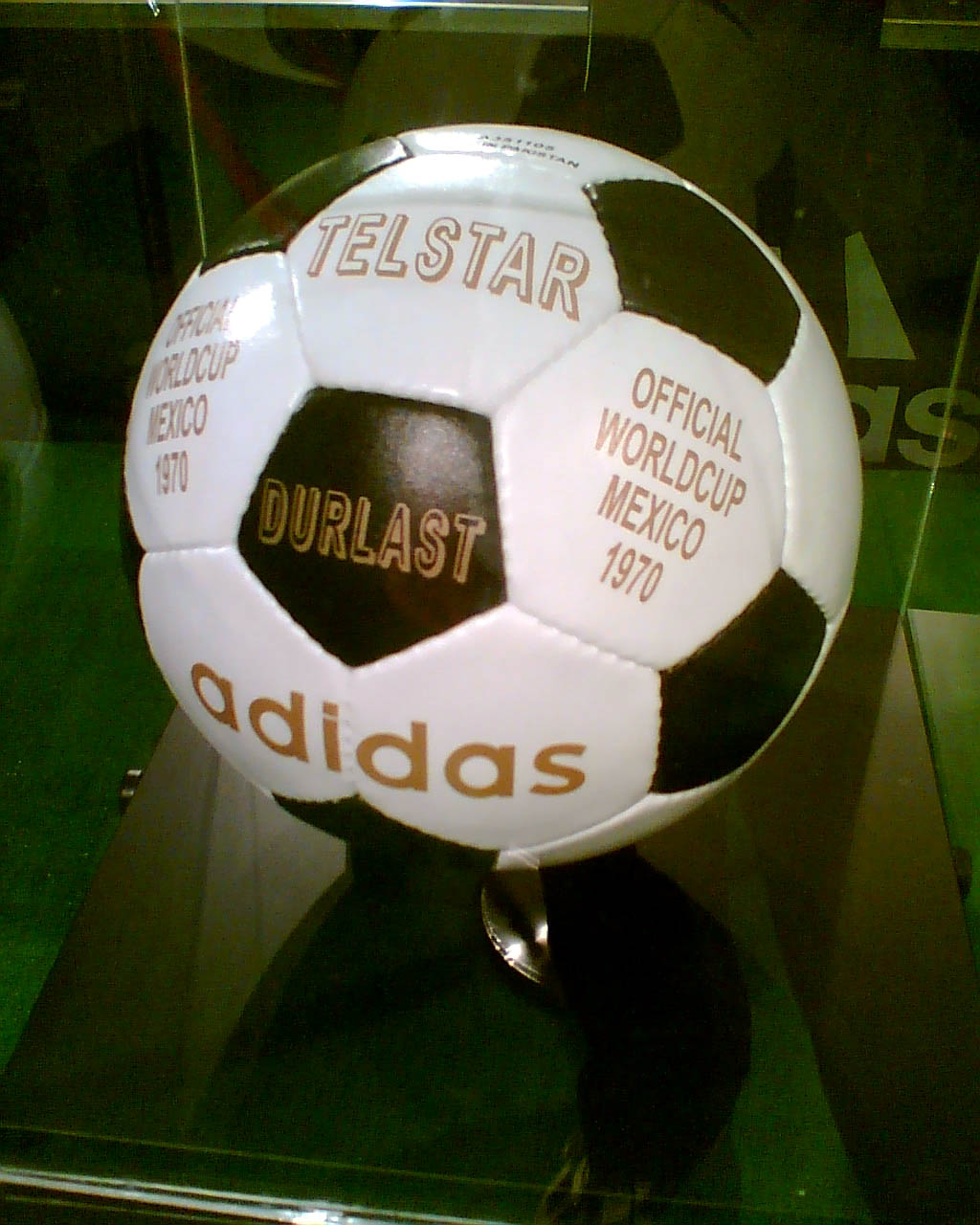
L'Adidas Telstar, il pallone ufficiale della manifestazione.

## Il sorteggio
Il sorteggio avviene il 10 gennaio 1970 a Città del Messico. 
A differenza della precedenti edizioni, la ripartizione di tipo meramente geografico avviene con alcuni correttivi in base al valore. L'Unione Sovietica viene inserita nel gruppo delle europee più forti, mentre la Romania, ritenuta la squadra europea più debole, va nell'urna col resto del mondo. Il Messico, squadra nordamericana ospitante, viene "elevato" al rango di squadra sudamericana. Come per la precedente edizione, la squadra di casa (Messico) e quella campione in carica (Inghilterra) vengono assegnate d'ufficio ai gironi A e C.
Ecco la composizione delle fasce destinate al sorteggio:
| Sud America | Europee 1° fascia | Europee 2° fascia | Gruppo misto |
| ----------- | ----------------- | ----------------- | ------------ |
| Brasile     | Germania Ovest    | Belgio            | El Salvador  |
| Perù        | Italia            | Bulgaria          | Israele      |
| Uruguay     | Unione Sovietica  | Cecoslovacchia    | Marocco      |
|             |                   | Svezia            | Romania      |

## Riassunto del torneo

### Fase a gironi

#### Gruppo 1
Nel gruppo uno, che giocava a Città del Messico, erano state inserite il Messico, l'Unione Sovietica, il Belgio ed El Salvador.
Qui i padroni di casa inaugurarono la manifestazione il 31 maggio pareggiando per 0-0 contro i sovietici, e furono così entrambe superate dai belgi, vittoriosi sui salvadoregni per 3-0. Nella seconda giornata i Diavoli Rossi vennero però sonoramente battuti dall'URSS (4-1) grazie anche alla doppietta di Anatolij Byšovec, e pure il Messico vinse con ampio margine (4-0) contro i colleghi di confederazione. Si arrivò quindi all'ultimo turno con El Salvador, senza più speranze di passaggio, che perse anche contro i sovietici (2-0, con altri due gol di Byšovec), mentre i messicani, sospinti da 105.000 spettatori, ebbero ragione sui belgi ancora in corsa segnando una rete su calcio di rigore ad inizio partita.
Passarono così alla fase ad eliminazione diretta l'URSS ed il Messico; le due nazionali terminarono con gli stessi punti e identica differenza reti, ma i padroni di casa finirono al secondo posto per sorteggio (il criterio del numero di gol segnati non era stato ancora adottato) e persero quindi il diritto di giocare nella capitale.

#### Gruppo 2
Nel gruppo 2, che giocava a Puebla e Toluca, erano state inserite l'Uruguay, l'Italia, la Svezia ed Israele.
Nella prima giornata si registrarono le vittorie di Uruguay (2-0 su Israele) ed Italia (1-0 sulla Svezia, con una "ciabattata" di Angelo Domenghini, come scrisse Gianni Brera), mentre i due incontri del secondo turno terminarono in pareggio. Si arrivò quindi a due partite dalla fine con tutte le squadre più o meno in lizza per la qualificazione: se però la Celeste fu battuta 1-0 dagli scandinavi, gli Azzurri portarono invece a casa un altro 0-0, stavolta contro Israele. Quest'ultimo incontro causò indirettamente le proteste dell'ambasciata etiope verso l'Italia: durante la telecronaca Nicolò Carosio fu accusato, peraltro ingiustamente, di aver pronunciato un insulto razziale nei confronti del guardalinee dello Stato africano in occasione di un gol annullato alla nazionale italiana. L'episodio, mai del tutto chiarito, portò comunque all'avvicendamento dello stesso Carosio con Nando Martellini.
In base a tali risultati, l'Italia si qualificò come prima, mentre l'Uruguay passò come seconda grazie alla miglior differenza reti sulla Svezia. Il girone, nonostante l'esiguo numero di gol segnati (appena sei in altrettante gare) si rivelò il più competitivo, avendo espresso due delle quattro semifinaliste.

#### Gruppo 3
Nel gruppo tre, che giocava a Guadalajara, erano state inserite il Brasile, l'Inghilterra, la Cecoslovacchia e la Romania.
Data l'assenza nel sorteggio di criteri di "merito" erano presenti in questo girone due big quali Brasile e Inghilterra, la cui qualificazione alla fase successiva non fu mai messa veramente in discussione. L'arrivo in Messico del capitano dei campioni in carica, Bobby Moore, fu però ritardato dall'arresto di cui fu vittima a Bogotà: il calciatore venne infatti accusato di un furto in una gioielleria, dal quale fu però in seguito completamente scagionato.
Le due squadre vinsero comunque all'esordio, 1-0 gli inglesi sulla Romania e 4-1 i sudamericani contro la Cecoslovacchia: la squadra europea passò addirittura in vantaggio, ma in seguito segnarono Rivelino, Pelé e due volte Jairzinho. Nella seconda giornata i brasiliani batterono gli inglesi grazie ad un'altra rete di Jairzinho; tuttavia, la partita è ricordata anche oggi per lo spettacolare intervento di Gordon Banks (talvolta indicato come "parata del secolo") che negò a Pelé un gol praticamente fatto. Intanto, i romeni vinsero il loro incontro per 2-1, ma vennero battuti nell'ultimo turno dal Brasile per 3-2, grazie ad una doppietta di Pelé ed un altro gol di Jairzinho; nuova sconfitta infine per i cecoslovacchi, che persero anche contro i campioni in carica per 1-0.
Risultato: Brasile primo a sei punti, Inghilterra seconda a quattro.

#### Gruppo 4
Nel gruppo quattro, che giocava a León, erano state inserite il Perù, la Germania Ovest, la Bulgaria ed il Marocco.
Anche qui fu chiaro fin dall'inizio quali fossero le squadre candidate al passaggio ai quarti: nella prima giornata vinsero sia il Perù (3-2 contro la Bulgaria, ma gli europei si erano portati sul 2-0 all'inizio del secondo tempo), sia la Germania Ovest (2-1 contro l'esordiente Marocco, ma anche qui avversari subito in gol e vittoria arrivata con le reti di Uwe Seeler e di Gerd Müller). Un po' più agevole il secondo turno, con le due squadre che si scambiano gli avversari: al 3-0 dei sudamericani risposero i tedeschi con un 5-2, ottenuto nuovamente in rimonta.
Si arrivò quindi alle ultime due gare, utili solo per la classifica: la Germania Ovest liquidò con una tripletta di Müller un Perù parimenti qualificato, mentre l'altro incontro terminò 1-1.

### Fase a eliminazione diretta

#### Quarti di finale
L'equilibrio del torneo continuò anche nei quarti di finale, che si giocarono il 14 giugno alle ore 12:00 locali: a León ci fu la riedizione dell'ultima finale mondiale, ma questa volta vinse la Germania Ovest: sotto per 2-0 fino al 68' (reti di Mullery e Peters), i tedeschi riportarono in parità la gara grazie alle reti di Franz Beckenbauer e di Uwe Seeler e, nei tempi supplementari, eliminarono l'Inghilterra con un gol di Gerd Müller. A Guadalajara il Brasile ebbe invece ragione, sia pure con qualche difficoltà, sul Perù, superato per 4-2: per i Verdeoro segnarono Rivelino, Tostão due volte e Jairzinho; da segnalare il quinto gol nella manifestazione per Teófilo Cubillas. Nel frattempo, a Città del Messico, l'Uruguay eliminò l'Unione Sovietica con una rete al 116' di gioco, mentre a Toluca il Messico, passato in vantaggio in avvio di partita, venne sconfitto per 4-1 dall'Italia: gli Azzurri sbloccarono il loro attacco e batterono i padroni di casa grazie ad un'autorete nata da un tiro di Domenghini, a due gol di Gigi Riva e ad uno del Pallone d'oro Gianni Rivera. Quest'ultimo giocatore entrò spesso all'inizio del secondo tempo a causa della celebre staffetta con Sandro Mazzola (Rivera era però solo alla seconda presenza nella manifestazione).

#### Semifinali
Furono le semifinali, giocate il 17 giugno, a costituire il vero "clou" della manifestazione: l'incontro tra Italia e Germania Ovest, giocato nell'Estadio Azteca della capitale, fu non a caso ribattezzato "partita del secolo". La gara iniziò con il gol di Roberto Boninsegna ed il risultato si mantenne immutato fino al novantesimo, quando i tedeschi raggiunsero il pareggio con il difensore Karl-Heinz Schnellinger; nel frattempo, Franz Beckenbauer rimediò una lussazione alla spalla e fu pertanto costretto a giocare con un braccio al collo. Ai tempi supplementari Gerd Müller portò in vantaggio i tedeschi, che vennero poi raggiunti grazie ad un'altra rete di un difensore, Tarcisio Burgnich. A questo punto, gli Azzurri passarono in vantaggio per merito di Gigi Riva, poi segnò nuovamente Müller per i tedeschi; infine, Gianni Rivera fissò il risultato sul definitivo 4-3, nonostante le numerose occasioni create dai tedeschi.
Gianni Brera, su Il Giorno del 18 giugno 1970, scrisse:
Come dico, la gente si è tanto commossa e divertita. Noi abbiamo rischiato l'infarto, non per scherzo, non per posa. Il calcio giocato è stato quasi tutto confuso e scadente, se dobbiamo giudicarlo sotto l'aspetto tecnico-tattico. Sotto l'aspetto agonistico, quindi anche sentimentale, una vera squisitezza, tanto è vero che i messicani non la finiscono di laudare (in quanto di calcio poco ne san masticare, pori nan).

I tedeschi meritano l'onore delle armi. Hanno sbagliato meno di noi, ma il loro prolungato errore tattico è stato fondamentale. Noi ne abbiamo commesse più di Ravetta, famoso scavezzacollo lombardo. Ci è andata bene. Siamo stati anche bravi a tentare sempre, dopo il grazioso regalo fatto a Burgnich (2-2). L'idea di impiegare i dioscuri Mazzola e Rivera è stata un po' meno allegra che nell'amichevole con il Messico. Effettivamente, Rivera va tolto dalla difesa. Io non ce l'ho affatto con il biondo e gentile Rivera, maledetti: io non posso vedere il calcio a rovescio: sono pagato per fare questo mestiere. Vi siete accorti o no del disastro che Rivera ha propiziato nel secondo tempo?»
(Gianni Brera, Il Giorno, giovedì 18 giugno 1970)
L'altra semifinale si sarebbe dovuta giocare all'Azteca, ma i politici di Guadalajara chiedono e ottengono che il Brasile giochi nella loro città: il Brasile, dopo essere andato in svantaggio, sconfisse l'Uruguay per 3-1; questo grazie anche al sesto gol di Jairzinho in altrettante gare. La sfida passa alla storia per la «mossa di Pelé»: su un passaggio filtrante di Tostão verso l'area di rigore uruguaiana, l'attaccante si ritrova di fronte a Ladislao Mazurkiewicz, finge di toccare il pallone e lo lascia scorrere, sorprendendo e aggirando il portiere –– che rischia di rompersi la caviglia nel tentativo di riprendere la posizione –– e ritrovandosi a calciare a porta vuota, sbagliando però il tiro.

#### Finale per il terzo posto
La finale per il terzo posto si disputò il 20 giugno a Città del Messico e vedeva opposte le semifinaliste perdenti, ovvero la Germania Ovest e l'Uruguay: vinsero i tedeschi grazie al gol di Wolfgang Overath al ventiseiesimo minuto di gioco, con un potente sinistro dal limite dell'area.

#### Finale
Avendo Italia e Brasile vinto due coppe Rimet a testa, il trofeo sarebbe stato definitivamente assegnato domenica 21 giugno allo Stadio Azteca. Gli azzurri non partivano come favoriti a causa della stanchezza accumulata nella semifinale prolungatasi ai tempi supplementari; la situazione era anche aggravata dal grande caldo tropicale e dall'orario di inizio della partita, fissato per mezzogiorno. L'avversario era inoltre considerato la squadra più forte di tutti i tempi: il Brasile di Pelé che, oltre all'asso del Santos, schierava campioni come Jairzinho, Carlos Alberto Torres e Tostão. La tifoseria locale sosteneva i brasiliani, poiché l'Italia aveva eliminato i padroni di casa nei quarti. I sudamericani giocarono con un modulo offensivo che prevedeva cinque avanti, numericamente vicino ad un 4-1-5.
Nel primo tempo, al gol iniziale di Pelé (con un formidabile stacco di testa, in anticipo aereo, su Tarcisio Burgnich), l'Italia rispose trovando il pareggio al 37' con Roberto Boninsegna, che, sfruttando un'indecisione della difesa carioca, rimise in parità le sorti dell'incontro. Nell'occasione, l'attaccante dovette anticipare con decisione anche il suo compagno di reparto Gigi Riva.
Il secondo tempo, però, premiò il calcio compassato dei brasiliani; l'altitudine, il caldo e la stanchezza accumulata bloccarono gli azzurri, incapaci di reagire al palleggio dei sudamericani, che passarono per altre tre volte con Gérson, Jairzinho e Carlos Alberto. L'ingresso in campo di Gianni Rivera a tempo quasi scaduto (i sei minuti di Rivera) servì solo a riaccendere le polemiche, più che a riequilibrare una gara ormai dominata dagli avversari.
Il trofeo andò quindi al Brasile. Al ritorno in patria, a Fiumicino, i giocatori azzurri furono accolti con un'ovazione, mentre a Ferruccio Valcareggi ed all'accompagnatore Walter Mandelli vennero riservati insulti ed un nutrito lancio di pomodori.

## Risultati

### Fase a gironi

#### Gruppo 1

##### Classifica
| Pos. | Squadra          | Pt | G | V | N | P | GF | GS | DR |
| ---- | ---------------- | -- | - | - | - | - | -- | -- | -- |
| 1.   | Unione Sovietica | 5  | 3 | 2 | 1 | 0 | 6  | 1  | +5 |
| 2.   | Messico          | 5  | 3 | 2 | 1 | 0 | 5  | 0  | +5 |
| 3.   | Belgio           | 2  | 3 | 1 | 0 | 2 | 4  | 5  | -1 |
| 4.   | El Salvador      | 0  | 3 | 0 | 0 | 3 | 0  | 9  | -9 |

##### Incontri
| Città del Messico 31 maggio 1970, ore 12:00 | Messico     | 0 – 0 referto | Unione Sovietica | Estadio Azteca (107.000 spett.)\| Arbitro: \| Tschenscher \| |
| Arbitro:                                    | Tschenscher |               |                  |                                                              |

| Arbitro: | Rădulescu |

|                                     |           |  |
| Van Moer 12’ 54’ Lambert 76’ (rig.) | Marcatori |  |

| Arbitro: | Scheurer |

|                                               |           |             |
| Byšovec' 14’ 63’ Asatiani 57’ Khmelnitsky 76’ | Marcatori | 86’ Lambert |

| Arbitro: | Kandil |

|                                            |           |  |
| Valdivia 45’ 46’ Fragoso 58’ Basaguren 83’ | Marcatori |  |

| Arbitro: | Díaz |

|                  |           |  |
| Byšovec' 51’ 74’ | Marcatori |  |

| Arbitro: | Coerezza |

|                 |           |  |
| Peña 14’ (rig.) | Marcatori |  |

#### Gruppo 2

##### Classifica
| Pos. | Squadra | Pt | G | V | N | P | GF | GS | DR |
| ---- | ------- | -- | - | - | - | - | -- | -- | -- |
| 1.   | Italia  | 4  | 3 | 1 | 2 | 0 | 1  | 0  | +1 |
| 2.   | Uruguay | 3  | 3 | 1 | 1 | 1 | 2  | 1  | +1 |
| 3.   | Svezia  | 3  | 3 | 1 | 1 | 1 | 2  | 2  | 0  |
| 4.   | Israele | 2  | 3 | 0 | 2 | 1 | 1  | 3  | -2 |

##### Incontri
| Arbitro: | Davidson |

|                        |           |  |
| Maneiro 23’ Mujica 50’ | Marcatori |  |

| Arbitro: | Taylor |

|                |           |  |
| Domenghini 10’ | Marcatori |  |

| Puebla 6 giugno 1970, ore 16:00 | Uruguay  | 0 – 0 referto | Italia | Estadio Cuauhtémoc (30.000 spett.)\| Arbitro: \| Glöckner \| |
| Arbitro:                        | Glöckner |               |        |                                                              |

| Arbitro: | Tarekegn |

|              |           |              |
| Spiegler 56’ | Marcatori | 53’ Turesson |

| Arbitro: | Landauer |

|           |           |  |
| Grahn 90’ | Marcatori |  |

| Toluca 11 giugno 1970, ore 16:00 | Italia    | 0 – 0 referto | Israele | Estadio Luis Dosal (10.000 spett.)\| Arbitro: \| De Moraes \| |
| Arbitro:                         | De Moraes |               |         |                                                               |

#### Gruppo 3

##### Classifica
| Pos. | Squadra        | Pt | G | V | N | P | GF | GS | DR |
| ---- | -------------- | -- | - | - | - | - | -- | -- | -- |
| 1.   | Brasile        | 6  | 3 | 3 | 0 | 0 | 8  | 3  | +5 |
| 2.   | Inghilterra    | 4  | 3 | 2 | 0 | 1 | 2  | 1  | +1 |
| 3.   | Romania        | 2  | 3 | 1 | 0 | 2 | 4  | 5  | -1 |
| 4.   | Cecoslovacchia | 0  | 3 | 0 | 0 | 3 | 2  | 7  | -5 |

##### Incontri
| Arbitro: | Loraux |

|           |           |  |
| Hurst 65’ | Marcatori |  |

| Arbitro: | Barreto |

|                                         |           |            |
| Rivelino 24’ Pelé 59’ Jairzinho 61’ 81’ | Marcatori | 11’ Petráš |

| Arbitro: | De Leo |

|                                 |           |           |
| Neagu 52’ Dumitrache 75’ (rig.) | Marcatori | 5’ Petráš |

| Arbitro: | Klein |

|               |           |  |
| Jairzinho 59’ | Marcatori |  |

| Arbitro: | Marschall |

|                            |           |                                |
| Pelé 19’ 67’ Jairzinho 22’ | Marcatori | 34’ Dumitrache 84’ Dembrovschi |

| Arbitro: | Machin |

|                   |           |  |
| Clarke 50’ (rig.) | Marcatori |  |

#### Gruppo 4

##### Classifica
| Pos. | Squadra        | Pt | G | V | N | P | GF | GS | DR |
| ---- | -------------- | -- | - | - | - | - | -- | -- | -- |
| 1.   | Germania Ovest | 6  | 3 | 3 | 0 | 0 | 10 | 4  | +6 |
| 2.   | Perù           | 4  | 3 | 2 | 0 | 1 | 7  | 5  | +2 |
| 3.   | Bulgaria       | 1  | 3 | 0 | 1 | 2 | 5  | 9  | -4 |
| 4.   | Marocco        | 1  | 3 | 0 | 1 | 2 | 2  | 6  | -4 |

##### Incontri
| Arbitro: | Sbardella |

|                                         |           |                            |
| Gallardo 50’ Chumpitaz 55’ Cubillas 73’ | Marcatori | 13’ Dermendzhiev 49’ Bonev |

| Arbitro: | van Ravens |

|                       |           |             |
| Seeler 56’ Müller 78’ | Marcatori | 21’ Houmane |

| Arbitro: | Bakhramov |

|                             |           |  |
| Cubillas 65’ 75’ Challe 67’ | Marcatori |  |

| Arbitro: | Ortiz |

|                                                 |           |                         |
| Libuda 20’ Müller 27’ 52’ (rig.) 88’ Seeler 67’ | Marcatori | 12’ Nikodimov 89’ Kolev |

| Arbitro: | Elizalde |

|                    |           |              |
| Müller 19’ 26’ 39’ | Marcatori | 44’ Cubillas |

| Arbitro: | Saldanha |

|             |           |               |
| Zhechev 40’ | Marcatori | 61’ Ghazouani |

### Fase ad eliminazione diretta

#### Tabellone
|  | Quarti di finale     | Quarti di finale     | Quarti di finale |                |              | Semifinali     | Semifinali     | Semifinali |         |                           | Finale                    | Finale                    | Finale |  |
|  |                      |                      |                  |                |              |                |                |            |         |                           |                           |                           |        |  |
|  | Uruguay (dts)        | Uruguay (dts)        | 1                |                |              |                |                |            |         |                           |                           |                           |        |  |
|  | Uruguay (dts)        | Uruguay (dts)        | 1                |                |              |                |                |            |         |                           |                           |                           |        |  |
|  | Unione Sovietica     | Unione Sovietica     | 0                |                |              |                |                |            |         |                           |                           |                           |        |  |
|  | Unione Sovietica     | Unione Sovietica     | 0                |                | Uruguay      | Uruguay        | 1              |            |         |                           |                           |                           |        |  |
|  |                      |                      |                  |                | Uruguay      | Uruguay        | 1              |            |         |                           |                           |                           |        |  |
|  |                      |                      | Brasile          | Brasile        | 3            |                |                |            |         |                           |                           |                           |        |  |
|  | Brasile              | Brasile              | Brasile          | Brasile        | 3            | 4              |                |            |         |                           |                           |                           |        |  |
|  | Brasile              | Brasile              |                  |                |              |                |                |            |         |                           |                           |                           |        |  |
|  | Perù                 | Perù                 | 2                |                |              |                |                |            |         |                           |                           |                           |        |  |
|  | Perù                 | Perù                 | 2                |                | Brasile      | Brasile        | 4              |            |         |                           |                           |                           |        |  |
|  |                      |                      |                  |                |              |                |                |            |         |                           |                           |                           |        |  |
|  |                      |                      | Italia           | Italia         | 1            |                |                |            |         |                           |                           |                           |        |  |
|  | Italia               | Italia               | Italia           | Italia         | 1            | 4              |                |            |         |                           |                           |                           |        |  |
|  | Italia               | Italia               |                  |                |              | 4              |                |            |         |                           |                           |                           |        |  |
|  | Messico              | Messico              | 1                |                |              |                |                |            |         |                           |                           |                           |        |  |
|  | Messico              | Messico              | 1                |                | Italia (dts) | Italia (dts)   | 4              |            |         | Finale per il terzo posto | Finale per il terzo posto | Finale per il terzo posto |        |  |
|  |                      |                      |                  |                | Italia (dts) | Italia (dts)   | 4              |            |         |                           |                           |                           |        |  |
|  |                      |                      | Germania Ovest   | Germania Ovest | 3            |                |                |            |         |                           |                           |                           |        |  |
|  | Germania Ovest (dts) | Germania Ovest (dts) | Germania Ovest   | Germania Ovest | 3            | 3              |                |            | Uruguay | Uruguay                   | 0                         |                           |        |  |
|  | Germania Ovest (dts) | Germania Ovest (dts) |                  |                |              |                |                |            | Uruguay | Uruguay                   | 0                         |                           |        |  |
|  | Inghilterra          | Inghilterra          | 2                |                |              | Germania Ovest | Germania Ovest | 1          |         |                           |                           |                           |        |  |

#### Quarti di finale
| Arbitro: | Coerezza |

|                                        |           |                        |
| Beckenbauer 68’ Seeler 76’ Müller 108’ | Marcatori | 31’ Mullery 49’ Peters |

| Arbitro: | Loraux |

|                                           |           |                           |
| Rivelino 11’ Tostão 15’ 52’ Jairzinho 75’ | Marcatori | 28’ Gallardo 70’ Cubillas |

| Arbitro: | Scheurer |

|                                         |           |              |
| Peña 25’ (aut.) Riva 63’ 76’ Rivera 70’ | Marcatori | 13’ González |

| Arbitro: | van Ravens |

|                |           |  |
| Espárrago 116’ | Marcatori |  |

#### Semifinali
| Arbitro: | Ortiz |

|                                          |           |             |
| Clodoaldo 44’ Jairzinho 76’ Rivelino 89’ | Marcatori | 19’ Cubilla |

| Arbitro: | Yamasaki |

|                                                  |           |                                  |
| Boninsegna 8’ Burgnich 98’ Riva 104’ Rivera 111’ | Marcatori | 90’ Schnellinger 94’ 110’ Müller |

#### Finale per il terzo posto
| Arbitro: | Sbardella |

|             |           |  |
| Overath 26’ | Marcatori |  |

#### Finale
| Arbitro: | Glöckner |

|                                                      |           |                |
| Pelé 18’ Gérson 66’ Jairzinho 71’ Carlos Alberto 86’ | Marcatori | 37’ Boninsegna |

## Statistiche

### Classifica marcatori
10 reti
- Gerd Müller (1 rig.)

7 reti
- Jairzinho

5 reti
- Teófilo Cubillas

4 reti
- Pelé
- Anatolij Byšovec

3 reti
- Rivelino
- Uwe Seeler
- Gigi Riva

2 reti
- Raoul Lambert (1 rig.)
- Wilfried Van Moer
- Tostão
- Ladislav Petráš
- Roberto Boninsegna

- Gianni Rivera
- Javier Valdivia
- Alberto Gallardo
- Florea Dumitrache (1 rig.)

1 rete
- Carlos Alberto
- Clodoaldo
- Gérson
- Hristo Bonev
- Dinko Dermendzhiev
- Todor Kolev
- Asparuh Nikodimov
- Dobromir Žečev
- Franz Beckenbauer
- Reinhard Libuda

- Wolfgang Overath
- Karl-Heinz Schnellinger
- Allan Clarke (1 rig.)
- Geoff Hurst
- Alan Mullery
- Martin Peters
- Mordechai Spiegler
- Tarcisio Burgnich
- Angelo Domenghini

- Maouhoub Ghazouani
- Mohammed Houmane
- Juan Ignacio Basaguren
- Javier Fragoso
- José Luis González
- Gustavo Peña (1 rig.)
- Roberto Challe
- Héctor Chumpitaz
- Emerich Dembrovschi

- Alexandru Neagu
- Ove Grahn
- Tom Turesson
- K'akhi Asatiani
- Vitalij Chmel'nyc'kyj
- Luis Cubilla
- Víctor Espárrago
- Ildo Maneiro
- Juan Mujica

Autoreti
- Gustavo Peña (1, pro  Italia)

## Premi
| [ 16 ] | Miglior marcatore | Miglior giovane  | Premio FIFA Fair Play |
| ------ | ----------------- | ---------------- | --------------------- |
|        | Gerd Müller (10)  | Teofilo Cubillas | Perù                  |

### All-Star Team[18]
| Portiere              | Difensori                                                          | Centrocampisti                 | Attaccanti                 |
| --------------------- | ------------------------------------------------------------------ | ------------------------------ | -------------------------- |
| Ladislao Mazurkiewicz | Carlos Alberto Atilio Ancheta Franz Beckenbauer Giacinto Facchetti | Gérson Rivelino Bobby Charlton | Pelé Gerd Müller Jairzinho |

### Videografia
- Federico Ferri, Federico Buffa, Storie Mondiali: Italia-Germania 4-3 (1970), Sky Sport, 2014.